# Hans Reule

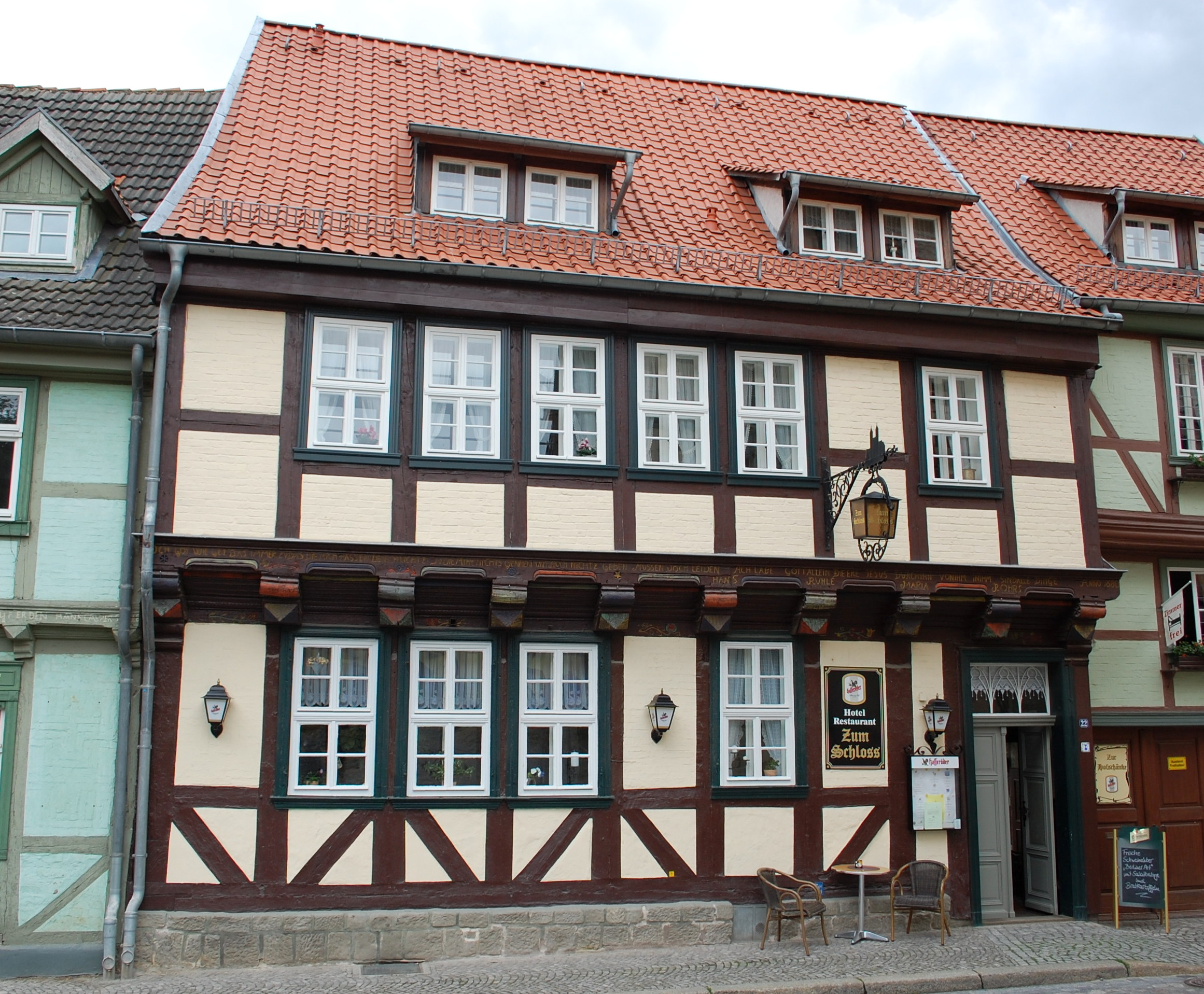
Haus Mühlenstraße 22

Hans Reule (* 3. November 1642 in der Quedlinburger Altstadt; † 1. Oktober 1693 in der Quedlinburger Neustadt) war ein deutscher Zimmermeister und Architekt. Mehrere von ihm geschaffene Fachwerkhäuser stehen heute unter Denkmalschutz und gehören zum UNESCO-Weltkulturerbe. Für den Nachnamen sind auch die Schreibweisen Rühle, Rule und Ruhle gebräuchlich. 

## Leben
Hans Reule wurde als Sohn des Quedlinburger Zimmermeisters Heinrich Reule geboren. Zu seinen Geschwistern gehörten auch die gleichfalls als Zimmermeister bekannt gewordenen Andreas Rühle und Gabriel Rühle. Am 6. November 1666 heiratete er die 18-jährige Maria Rohrs. Aus der Ehe gingen zwischen 1667 und 1679 4 Töchter und drei Söhne hervor. Im Alter von 28 Jahren errichtete er als erstes Haus das Gebäude Kaplanei 6. In der Zeit zwischen 1670 und 1680 baute er in Quedlinburg zumindest neun Häuser, darunter 1671 das heutige Hotel „Zur Goldenen Sonne“. Seine Bauten waren überdurchschnittlich repräsentativ. Als Gestaltungsmittel setzte er Brüstungsstreben im ersten und Rautenkreuze im zweiten Obergeschoss ein. Auf die Figur des Halben Manns und Andreaskreuze verzichtete er. Letztes Gebäude war 1680 das Gebäude Mühlenstraße 22, welches er für sich selbst errichtete. Am 21. August 1685 verstarb seine Ehefrau. Reule ging dann am 11. Mai 1686 eine zweite Ehe mit Catharina Maria Walburg ein.

## Bauten
- Markt 13, 1668[1]
- Kaplanei 6, 1670
- Steinweg 11, 1671
- Lange Gasse 2–4, 1674
- Steinweg 47, 1675
- Word 2, 1675
- Steinbrücke 22, 1677
- Hohe Straße 3, um 1677
- Mühlenstraße 22, 1680